# Squadra slovacca di Fed Cup
La squadra slovacca di Fed Cup rappresenta la Slovacchia nella Fed Cup, ed è posta sotto l'egida della Slovenský Tenisový Zväz.
La squadra partecipa alla competizione dal 1994, dopo che fino all'edizione del 1992 (compresa) le tenniste slovacche facevano parte della nazionale cecoslovacca (la cui attuale erede è considerata la Repubblica Ceca), fino alla divisione del paese in Repubblica Ceca e Slovacchia nel 1993.
La squadra, pur avendo una storia molto recente, vanta già una vittoria nell'edizione del 2002, ad oggi il miglior risultato ottenuto nella sua storia. Nell'occasione le slovacche sconfissero in finale la Spagna a Gran Canaria con il risultato di 3-1.

## Risultati
= Incontro del Gruppo Mondiale

### 2010-2019
| Anno | Turno                       | Data          | Sede             | Avversario  | Punteggio | Esito     |
| ---- | --------------------------- | ------------- | ---------------- | ----------- | --------- | --------- |
| 2010 | Gruppo Mondiale II          | 7-8 febbraio  | Bratislava (SVK) | Cina        | 3 – 2     | Vittoria  |
| 2010 | Spareggi Gruppo Mondiale    | 24-25 aprile  | Belgrado (SRB)   | Serbia      | 3 – 2     | Vittoria  |
| 2011 | Gruppo Mondiale, 1º turno   | 5-6 febbraio  | Bratislava (SVK) | Rep. Ceca   | 2 – 3     | Sconfitta |
| 2011 | Spareggi Gruppo Mondiale    | 16-17 aprile  | Bratislava (SVK) | Serbia      | 2 – 3     | Sconfitta |
| 2012 | Gruppo Mondiale II          | 4-5 febbraio  | Bratislava (SVK) | Francia     | 3 – 2     | Vittoria  |
| 2012 | Spareggio Gruppo Mondiale   | 21-22 aprile  | Marbella (ESP)   | Spagna      | 3 – 2     | Vittoria  |
| 2013 | Gruppo Mondiale, 1º turno   | 9-10 febbraio | Niš (SRB)        | Serbia      | 3 – 2     | Vittoria  |
| 2013 | Gruppo Mondiale, Semifinale | 20-21 aprile  | Mosca (RUS)      | Russia      | 2 – 3     | Sconfitta |
| 2014 | Gruppo Mondiale, 1º turno   | 8-9 febbraio  | Bratislava (SVK) | Germania    | 1 – 3     | Sconfitta |
| 2014 | Spareggi Gruppo Mondiale    | 19-20 aprile  | Québec (CAN)     | Canada      | 1 – 3     | Sconfitta |
| 2015 | Gruppo Mondiale II          | 7-8 febbraio  | Apeldoorn (NLD)  | Paesi Bassi | 1 – 4     | Sconfitta |
| 2015 | Spareggi Gruppo Mondiale II | 18-19 aprile  | Bratislava (SVK) | Svezia      | 4 – 0     | Vittoria  |